# Курбансахатов, Курбандурды
Курбандурды Курбансахатов (туркм. Гурбандурды Гурбансәхедов/Gurbandurdy Gurbansähedow; 3 марта 1919, с. Караяб, Мервский уезд, Закаспийская область, Туркестанская АССР, РСФСР — 1992) — туркменский советский писатель, сценарист, переводчик.

## Биография
В 1941 году окончил Туркменский педагогический институт им. А. М. Горького в Ашхабаде.
С 1941 года — работник газеты в Ташаузской области, работник ЦК ЛКСМ Туркмении, главный редактор газет «Яш коммунист» и «Совет Туркменистаны». В 1950—1955 был председателем правления союза писателей Туркмении. После этого — на писательской работе.
Депутат Верховного Совета Туркменской ССР 3-го и 4-го созывов.
Награждён орденом Трудового Красного Знамени, орденом Дружбы народов и Медалью За доблестный труд в Великой Отечественной войне 1941—1945 гг..

## Произведения
- 1947 — сборник стихов «Солдат вернулся домой»
- 1955 — поэма-сказка «Глупый шах» (на русском языке)
- 1955 — сборник «Сурай»
- 1958 — сборник «Сердце — не камень»
- 1961 — сборник «Сорок монет» (в 1964 переведена на русский язык)
- 1961 — «Приглашение» (о поэте Махтумкули)
- 1965 — «Родной человек»
- 1966 — пьеса «Ханг»
- 1968 — пьеса «Непролитая кровь»
- 1970 — роман «Тойлы Мерген»

## Сценарии к фильмам
- 1957 — Особое поручение
- 1969 — Человек за бортом